# Хомутовський степ
Хомуто́вський степ — відділення Українського державного степового заповідника НАН України, розташоване в Бойківському районі Донецької області, на кордоні з Ростовською областю Росії, за 20 км від узбережжя Азовського моря.

## Характеристика

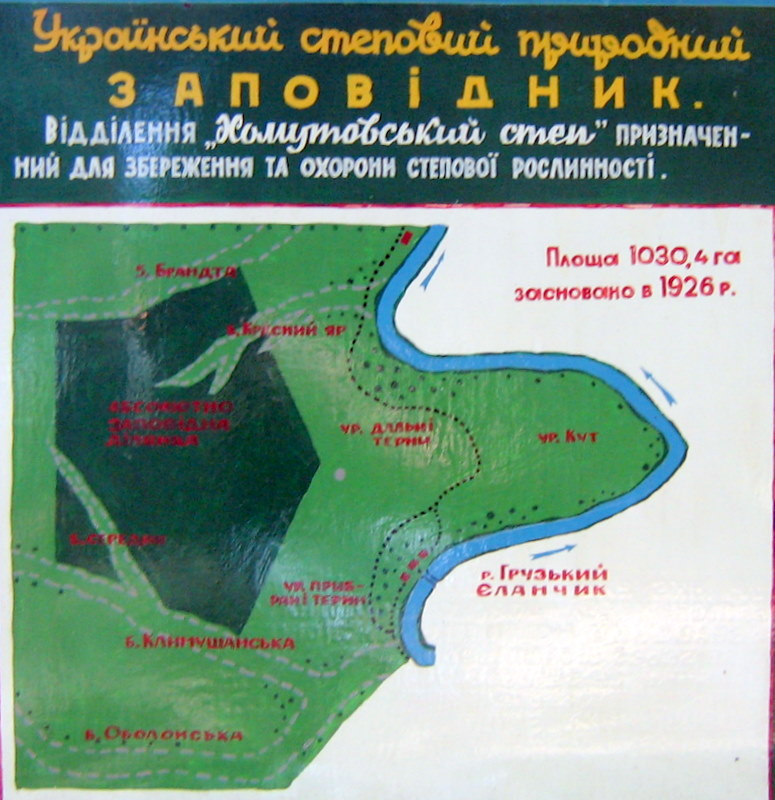
Схема заповідника:
Частково заповідна зона
Повністю заповідна зона

Площа — 1 030,4 га. Назва степу походить від донського козака, на прізвище Хомутов.
У заповіднику є музей (експонати місцевої фауни та флори розділені за чотирма порами року).
Територія заповідника є ділянкою хвилястої Приазовської рівнини, що поступово знижується до поділу річки Грузький Єланчик, на лівому березі якої протягнулися заповідні землі. Місцевість перерізують розгалужені балки Клімушевська, Брандтова, Красна.

## Історія
У XI—XIII століттях Хомутовський степ був складовою Половецького степу (Дешт-і-Кипчак).
У XIX столітті ця територія була табунною толокою Війська Донського, де випасався кінський молодняк. 
Заповідник було створено 1926 року, коли Маріупольський окружний виконком прийняв ухвалу "Про організацію місцевого заповідника «Хомутовський степ». Тоді він був переданий Маріупольському краєзнавчому музею. 
У 1936 році Хомутовський степ став заповідником обласного значення, в 1947 році — отримав статус державного заповідника республіканського значення.
У 1961 році заповідник увійшов до складу Українського державного степового заповідника АН УРСР і став науково-дослідною базою Інституту ботаніки АН УРСР.
У листопаді 2014 року, під час російсько-української війни, терористи з «Донецької Народної Республіки» захопили заповідник, вигнали працівників під приводом «націоналізації» заповідника й поставили своїх людей. Працівники заповідника переїхали до села Куйбишеве Запорізької області, де розташовується інше відділення Українського степового заповідника — «Кам'яні могили».

## Рослинний і тваринний світ
Хомутовський степ — єдина збережена ділянка різнотравно-типчаково-ковилових степів Приазов'я, в складі рослинності яких домінують ковила Лессінґа, ковила волосиста і типчак. Серед різнотрав'я багато рідкісних рослин: воронець, катран татарський, тюльпан Шренка, калофака волзька та інші. На вапнякових відслоненнях ростуть ендеміки: дрік скіфський, льон Черняєва й інші. Всього в заповіднику налічується близько 550 видів рослин, серед яких 50 рідкісних.
У Хомутовському степу гніздяться хохітва, дрохва, орел степовий, сіра куріпка, є степова гадюка та інші. Реакліматизований бабак, винищений у 20 столітті.

## Легенди
Під час екскурсії заповідником екскурсоводи розповідають таку легенду. За часів Давньоруської держави по різні боки гори вночі у степу зупинилися на відпочинок два ворожі табори — русичів і половців. Русичі послали на розвідку молодого воїна, на ім'я Ковил, а половці дівчину Типчак. Молоді зустрілися на горі та закохалися один в одного, провівши час до світанку у спілкуванні, навіть не знаючи мови співрозмовника. Коли війська з обох сторін попрокидалися і побачили, що їх розвідники закохані, вирішили їх не чіпати та відпустили разом. З тої пори у степу рослини ковила і типчак завжди ростуть поруч.

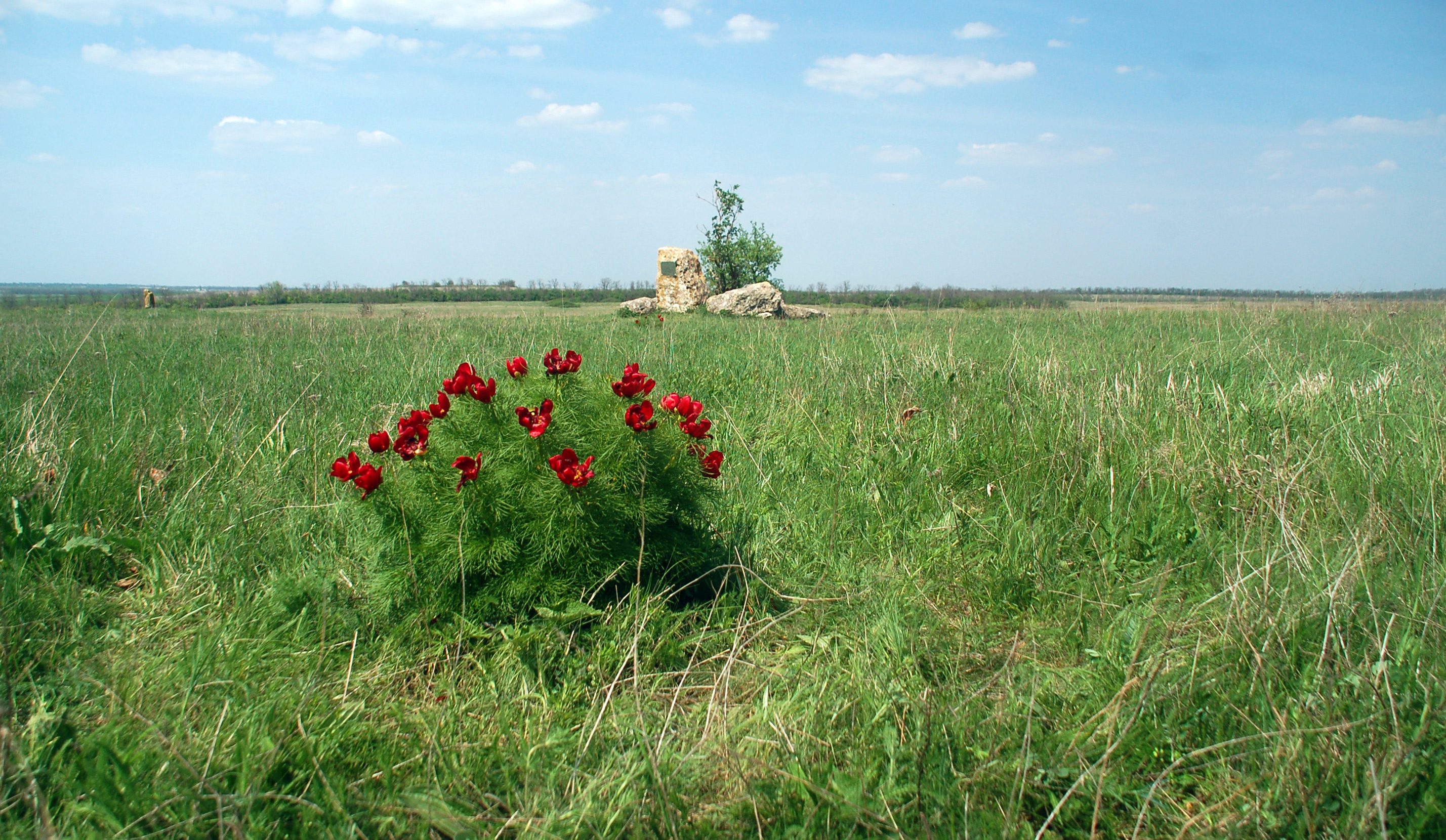
Пам'ятна стела на місці, де знімався фільм «Степ»
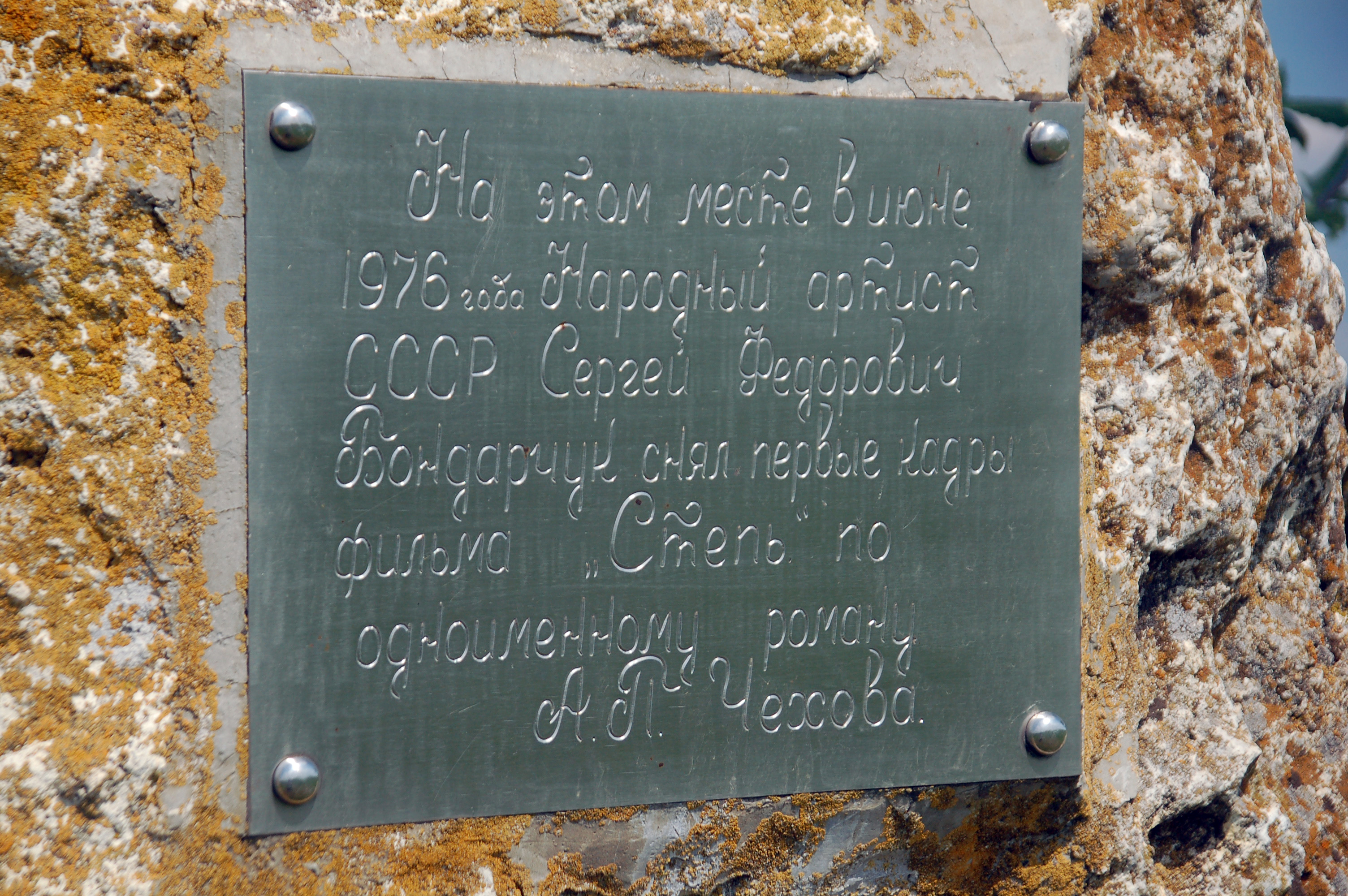
Пам'ятна табличка
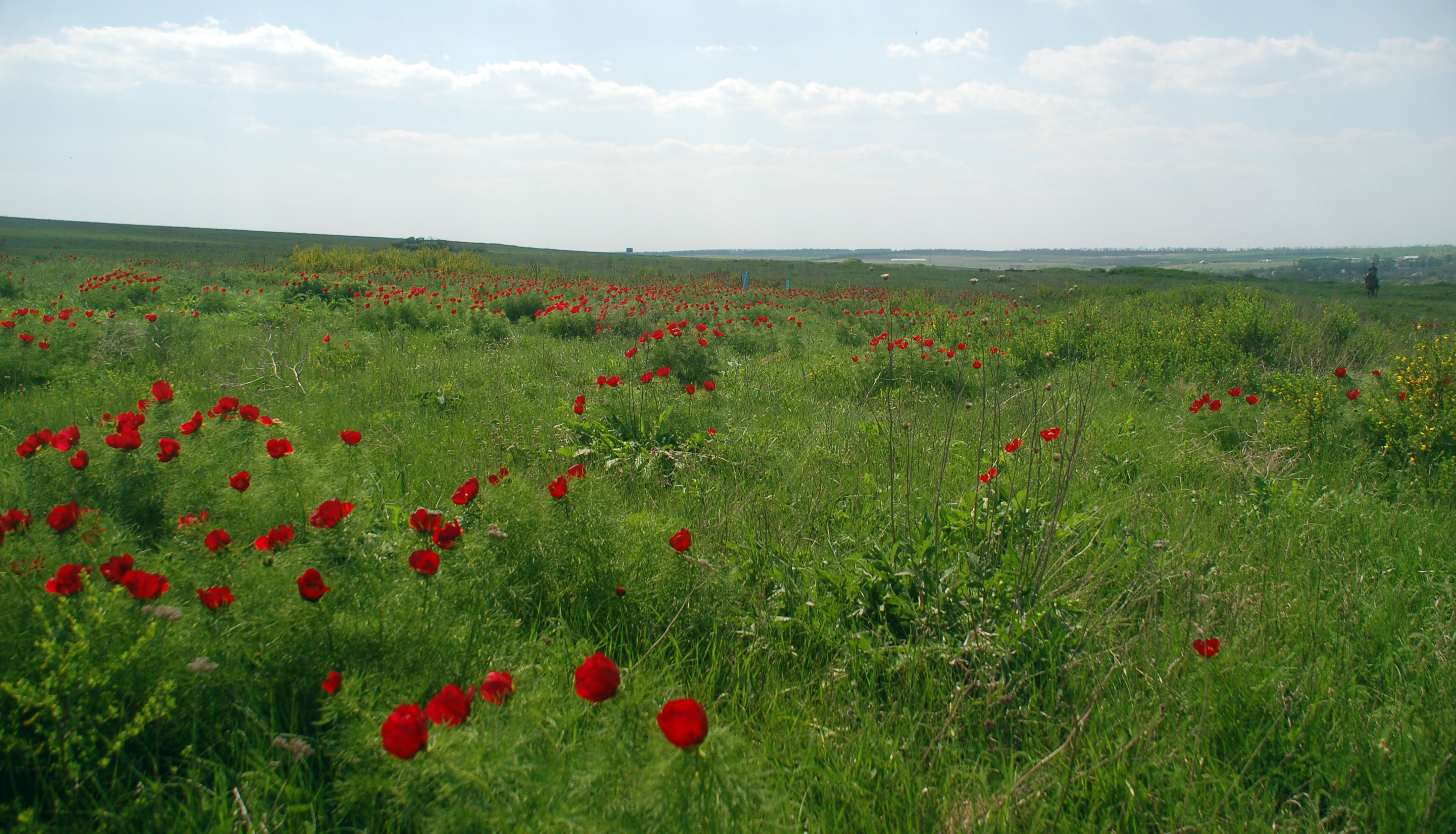
Квітнуть півонії у травні
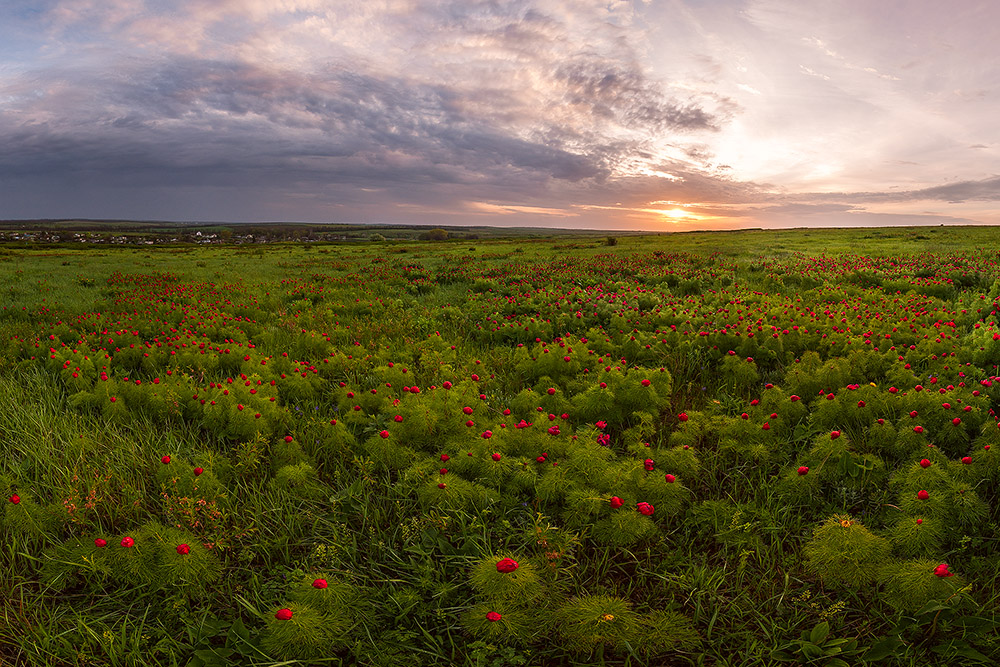
Ранок у Хомутовському степу під час цвітіння дикіх півоній
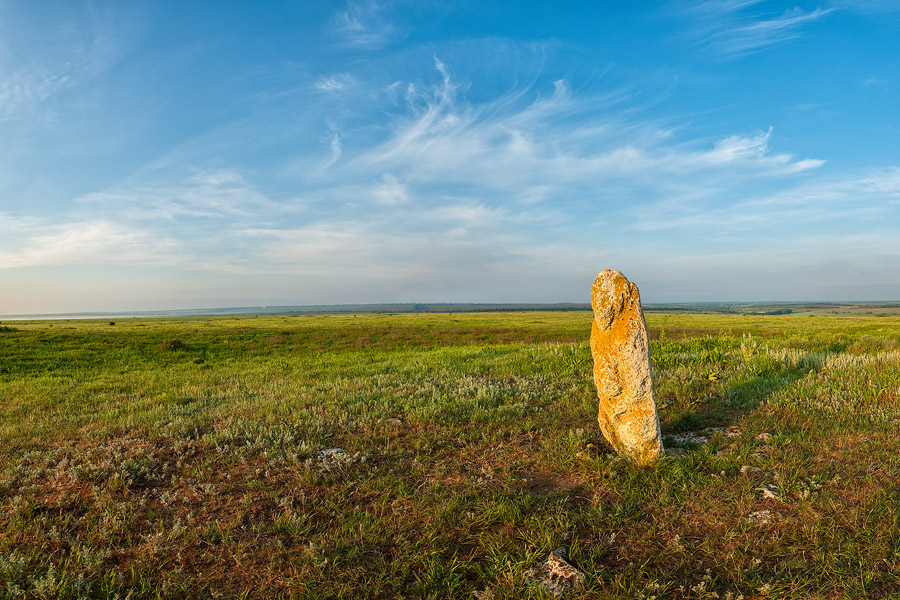
Найвища точка Хомутовського степу з половецькою бабою
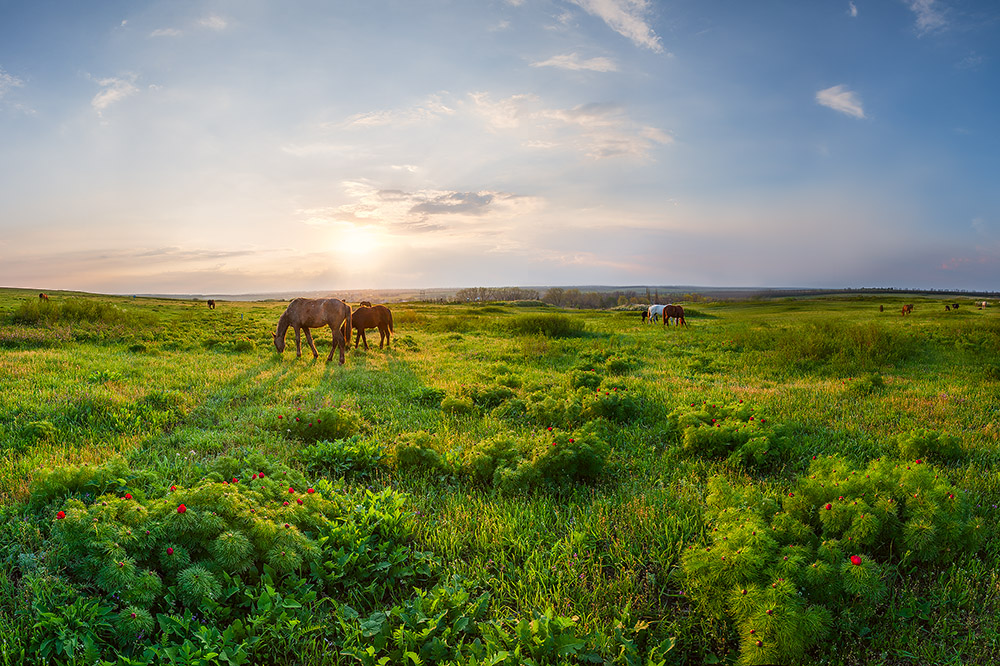
Коні у Хомутовському степу
Діорама «Хомутовський степ» у Маріупольському краєзнавчому музеї